# INSEE
INSEE (fransk: Institut National de la Statistique et des Études Économiques) er
det franske nationale institut for statistik og økonomiske undersøgelser. Det indsamler og offentliggør oplysninger om fransk økonomi og samfund, de udfører periodiske nationale folketælling. INSEE blev oprettet i 1946 som en efterfølger til Le Service national des statistiques (SNS), der selv er oprettet i 1941 som en "konkurrent" til Statistique générale de la France (SGF), som blev oprettet af Adolphe Thiers i 1833 .

## INSEE-koder

### Befolkningsstatistik
I forbindelse med befolkningsstatistik, bruger INSEE nogle koder til, at specificere forskellige inddelinger i det franske samfund:
Departement
Departementsnummeret er 2-cifret og er i det store og hele alfabetisk: eks.: 01 Ain, 95 Val-d'Oise.
Undtagelserne kan f.eks. være:
- 51 Marne, 52 Haute-Marne, 53 Mayenne,
- 82 Tarn-et-Garonne, 90 Territoire de Belfort, 83 Var
- 26 Drôme, 91 Essonne, 27 Eure

En særstilling har de 2 korsikanske departementer, da de er blevet skilt ud fra et fælles korsikansk departement:
- 2A Corse-du-Sud
- 2B Haute-Corse

De oversøiske departementer, som egentlig har status af region, hører alle ind under
samle-departementet 97:
- 971 Guadeloupe
- 972 Martinique
- 973 Guyane
- 974 Réunion
- 976 Mayotte

Kommuner
De franske departementer er administrativt opdelt i et antal kommuner (antallet pr departement varierer).
Koden for kommunerne består af to dele:
- De første 2 cifre er departementsnummeret
- De sidste 3 cifre er en nummering, som i det stor og hele er alfabetisk.

Et par eksempler fra Alpes-Maritimes:
06001 Aiglun, 06002 Amirat, 06003 Andon, ...., 06159 Villefranche-sur-Mer, 06160 Villeneuve-d'Entraunes, 06161 Villeneuve-Loubet.
Arrondissementer
De franske departementer er opdelt i et antal arrondissementer. Endvidere er de 3 store byer Paris, Marseille og Lyon inddelt i såkaldte arrondissements municipaux (kommunale arrondissementer).
Koden for arrondissementerne består af to dele:
- De første 2 cifre er departementsnummeret
- Herefter følger 1 ciffer, hvor nummereringen er alfabetisk

I Alpes-Maritimes er nummereringen:
061 Grasse, 062 Nice
For de kommunale arrondissementer gælder særlige regler:
- I Paris er arrondissementerne nummereret fra 1. arrondissement 75001 til 20. arrondissement 75020

- I Marseille er arrondissementerne nummereret fra 1. arrondissement 13201 til 16. arrondissement 13216

- I Lyon er arrondissementerne nummereret fra 1. arrondissement 69381 til 9. arrondissement 69389

Cantoner
Hvert arrondissement er yderligere delt i et antal cantoner, det som svarer til en dansk valgkreds.
Koden for cantonerne består af to dele:
- De første 2 cifre er departementsnummeret
- Til slut følger 2 cifre for cantonen, som ikke følger nogen regler

Et par eksempler fra Alpes-Maritimes:
0651 Grasse-Nord, 0610 Grasse-Sud, 0611 Guillaumes, 0627 Lantosque, 0612 Levens

## Direktør for INSEE
- Francis-Louis Closon 1946-1961
- Claude Gruson 1961-1967
- Jean Ripert 1967-1974
- Edmond Malinvaud 1974-1987
- Jean-Claude Milleron 1987-1992
- Paul Champsaur 1992-2003
- Jean-Michel Charpin 2003-2007
- Jean-Philippe Cotis 2007-